# 1823
1823 (MDCCCXXIII) je bilo navadno leto, ki se je po gregorijanskem koledarju začelo na sredo, po 12 dni počasnejšem julijanskem koledarju pa na ponedeljek.

## Dogodki
- Izhaja pesmarica Mihaela Barle: Krscsanszke nôve peszmene knige.
- 10. september - Simon Bolivar postane predsednik Peruja.
- 22. september - Joseph Smith ml. proglasi, da mu je Bog preko angela Moronija razodel, kje najti Zlate plošče, na podlagi katerih naj bi kasneje napisal Mormonovo knjigo
- 28. september - Papež Leon XII. nasledi papež Pija VII. kot 252. papež
- 2. december - Združene države Amerike razglasijo Monroejevo doktrino, po kateri bi bil vsak evropski poskus kolonizacije Amerike ali vmešavanje v politiko držav na tem ozemlju smatran kot agresija

## Rojstva
- 8. januar - Alfred Russel Wallace, britanski biolog, geograf in raziskovalec († 1913)
- 27. januar - Édouard Lalo, francoski skladatelj († 1892)
- 28. februar - Ernest Renan, francoski filozof († 1892)
- 16. april - Ferdinand Gotthold Max Eisenstein, nemški matematik († 1852)
- 24. april - Elija Benamozegh, italijanski judovski rabin in kabalist († 1900)
- 25. april  - Abdulmedžid I., sultan Osmanskega cesarstva († 1861)
- 12. maj - John Russell Hind, angleški  astronom († 1895)
- 21. junij - Jean Chacornac, francoski astronom († 1873)
- 10. september - Franc Kosar, slovenski teolog in filozof (* 1894)
- 8. oktober - Ivan Sergejevič Aksakov, ruski publicist in pesnik († 1886)
- 7. december - Leopold Kronecker, nemški matematik in logik († 1891)

## Smrti
- 26. januar - Edward Jenner, angleški  zdravnik (* 1749)
- 24. februar - Friedrich Ludwig von Sckell, nemški krajinski vrtnar in arhitekt (* 1750)
- 10. april - Karl Leonhard Reinhold, avstrijski filozof (* 1757)
- 1. junij - Louis-Nicolas Davout, farancoski maršal (* 1770)
- 7. avgust - Matijaš Laáb, prevajalec in pisatelj gradiščanskih Hrvatov (* 1746)
- 11. september - David Ricardo, angleški ekonomist (* 1772)
- 17. september - Abraham Louis Breguet, švicarski horolog, urar, izumitelj in poslovnež (* 1747)
- 20. avgust - Pij VII., papež (* 1740)